# 烈火女孩
《烈火女孩》（英語：Girl On Fire）是收錄在美國節奏藍調歌手艾莉西亞·凱斯的第五張專輯《烈火琴韻》裡的一首歌曲，屬於有節奏藍調及嘻哈風格的民歌，製作人為凱斯、Jeff Bhasker與Salaam Remi，美國藍調搖滾吉他手Billy Squier也將他在1980年的歌曲《The Big Beat》的鼓聲元素加進這首歌內。單曲發行於2012年9月4日，為《烈火琴韻》同名且首支單曲，唱片公司因索尼音樂娛樂決定將J唱片公司改組併入RCA Records，而由RCA Records發行。
專輯及歌曲在艾莉西亞·凱斯與身兼製作人及饒舌歌手的史威茲·畢茲結婚後生下小孩Eygpt後開始計畫。凱斯為這首歌錄了三個版本的音軌，一個是凱斯獨唱的原版，另一個是與饒舌歌手妮琪·米娜合唱的「Inferno版」，最後一個是配樂較單純，主要突顯凱斯歌聲的「Bluelight版」。單曲發行後各方的評價正負兩極，有褒有貶。凱斯在2012年MTV音樂錄影帶大獎頒獎典禮上首次表演這首歌曲，與妮琪·米娜、2012年倫敦奧運的競技體操金牌得主加布麗埃勒·道格拉斯一同擔任頒獎典禮的特別嘉賓。

## 歌曲

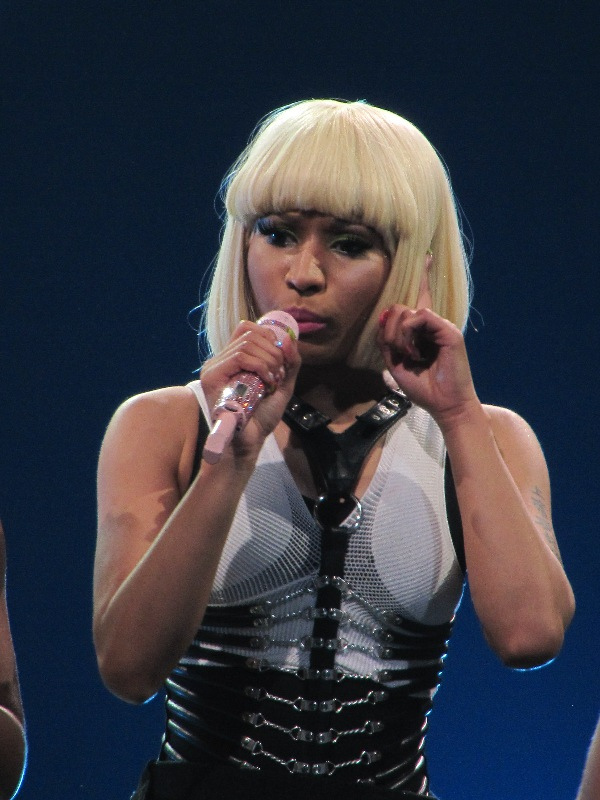
饒舌歌手妮琪·米娜在表演這首歌的Inferno版本。

《烈火女孩》是一首速度中等的節奏藍調、嘻哈民歌，為艾莉西亞·凱斯、Jeff Bhasker、Salaam Remi和Gary Clark, Jr.共同創作，其中美國藍調搖滾吉他手Billy Squier也將他在1980年的歌曲《The Big Beat》的鼓聲元素加進這首歌內。這首歌的調號是A大調，速度為96BPM。洛杉磯時報的評論員Gerrick Kenndey認為凱斯用簡單的結構帶出了激昂的歌曲。Inferno版除了多了妮琪·米娜的饒舌段落，其他部分與原版大致相同，其中一段還有提及到美國競技體操選手加布麗埃勒·道格拉斯。Idolator的評論員Carl Williott覺得妮琪·米娜饒舌的歌詞很淺顯易懂。Bluelight版本則是以較慢、較輕的配樂，配上經過重新錄製，風格較自由的人聲搭配。

## 迴響

### 評價
紐約時報的評論員Jon Pareles認為這首歌與凱斯專輯的前一首歌曲《嶄新的一天》截然不同，這首歌以鋼琴和人聲為主軸。MTV的Rob Markman則認為這首歌與凱斯以前的歌曲《無人能比》與《心碎入眠》相似，都是具有凱斯特殊風格的民謠。娛樂周刊的Kyle Anderson認為Inferno版中妮琪·米娜的饒舌段落夠強到支撐整首歌曲。Vibe的Charley Rogulewski認為凱斯的歌聲強勁的足以把幾乎可以代表凱斯的鋼琴聲與很爛的節奏壓過去。西雅圖周刊的Erin Thomposn認為凱斯把「通常很俗氣」的女聲詮釋的很優雅。

### 商業表現
在2012年9月7日當週，也就是《烈火女孩》在告示牌排行榜上的首週，它在熱門節奏藍調/嘻哈單曲榜上獲得了第67名的成績，而在排行榜上的第五個禮拜，它提升到了第7名，並在告示牌百強單曲榜最高達到第11名。

## 音樂影片
《烈火女孩》的音樂影片由Sophie Muller執導，於2012年10月19日在黑人娛樂電視台首度播出，影片將凱斯描繪成一位要照顧老媽媽與小孩的職業婦女，評論中廣受好評。滾石雜誌的評論員認為凱斯在影片中使用做家事的魔法像電影歡樂滿人間中一樣神奇。
Inferno版本的影片於2012年11月2日在VEVO上推出，除了多了妮琪·米娜的鏡頭，其餘與原版大致相同。

## 現場演出
凱斯在2012年9月6日於史坦波中心的MTV音樂錄影帶大獎頒獎典禮上首次表演這首歌曲，與演唱歌曲的Inferno版本的妮琪·米娜和在Inferno版本有提及到2012年倫敦奧運的競技體操金牌得主加布麗埃勒·道格拉斯一同表演。歡樂.樂團的吉他手Jack Antonoff稱讚凱斯的表演足以讓人討論10年之久。2012年9月28日，凱斯在iTunes音乐节上表演歌曲。11月11日，凱斯在2012年MTV歐洲音樂大獎上表演《烈火女孩》及專輯上其他幾首如《嶄新的一天》等歌曲。11月18日，凱斯在英國版X音素上表演這首歌曲。11月26日，凱斯在ABC的早安美國上表演這首歌曲。11月29日，凱斯在美國版X音素表演歌曲。2013年1月21日，凱斯在美國總統歐巴馬的就職舞會上表演歌曲，並還將「烈火女孩」改編成「烈火歐巴馬」（Obama On Fire）。

## 音軌
| - 數位下載－單曲 1. 《烈火女孩》－3:44 2. 《烈火女孩》（Bluelight版）－4:22 3. 《烈火女孩》（Inferno版）（feat. 妮琪·米娜）－4:30 - CD單曲 1. 《烈火女孩》－3:44 2. 《烈火女孩》（Inferno版）（feat. 妮琪·米娜）－4:30 | - 數位下載－重混EP 1. 《烈火女孩》－3:44 2. 《烈火女孩》（Inferno版）（feat. 妮琪·米娜）－4:30 3. 《烈火女孩》（Bluelight版）－4:22 4. 《烈火女孩》（器樂演奏版）－3:45 |

## 製作人
錄音室
- 紐約Jungle City Studios、Oven Studios、洛杉磯The Record Plant

人物
| - 製作、作曲、演唱、合聲－艾莉西亞·凱斯 - 製作、作曲、鋼琴、風琴－Jeff Bhasker - 製作、作曲、節奏－Salaam Remi - 作曲－Billy Squier - 鼓聲－Dylan Wissing - 錄音－Ann Mincieli | - 鼓聲音樂工程師－Ken Lewis - 助理工程師－Val Brathwaite、Ramon Rivas、Ghazi Hourani - 混音－Manny Marroquin - 混音助理－Chris Galland |

## 排行榜
| 排行榜                                  | 最高排行 |
| --------------------------------------- | -------- |
| 澳大利亚（澳大利亚唱片业协会單曲榜）    | 12       |
| 澳大利亞（澳大利亞唱片業協會都會榜）    | 2        |
| 奥地利（Ö3四十强单曲榜）                | 1        |
| 比利时佛兰德（Ultratop五十强单曲榜）    | 6        |
| 比利时瓦隆（Ultratop五十强单曲榜）      | 7        |
| 巴西（Crowley Broadcast Analysis）      | 3        |
| 加拿大（Canadian Hot 100）              | 6        |
| 捷克（電台百強單曲榜）                  | 8        |
| 丹麥（Hitlisten单曲榜）                 | 5        |
| 芬兰（芬蘭官方單曲榜）                  | 17       |
| 法国（法國唱片出版業公會單曲榜）        | 5        |
| 德国（德國官方單曲榜）                  | 4        |
| 匈牙利（四十强电台榜）                  | 6        |
| 匈牙利（四十強單曲榜）                  | 7        |
| 愛爾蘭（愛爾蘭唱片音樂協會单曲榜）      | 11       |
| 以色列（媒体森林电台榜）                | 5        |
| 義大利（FIMI）                          | 15       |
| 日本（《告示牌》Japan Hot 100）         | 5        |
| 荷兰（荷蘭四十強單曲榜）                | 5        |
| 新西兰（新西兰唱片音乐协会单曲榜）      | 7        |
| 挪威（世道單曲榜）                      | 13       |
| 波蘭（波蘭五十強舞曲榜）                | 49       |
| 葡萄牙（《告示牌》葡萄牙數位歌苗）      | 2        |
| 蘇格蘭（官方榜单公司單曲榜）            | 6        |
| 斯洛伐克（電台百強單曲榜）              | 1        |
| 韓國（Gaon海外下載榜）                  | 1        |
| 西班牙（西班牙音樂製作協會）            | 10       |
| 瑞典（瑞典最熱榜）                      | 29       |
| 瑞士（瑞士热门音乐榜）                  | 5        |
| 英國（官方榜单公司單曲榜）              | 5        |
| 英國（官方榜单公司節奏藍調榜）          | 2        |
| 美国（《告示牌》百大單曲榜）            | 11       |
| 美國（《告示牌》Pop Airplay）           | 10       |
| 美國（《告示牌》Hot R&B/Hip-Hop Songs） | 2        |
| 美國（《告示牌》Dance Club Songs）      | 23       |
| 美國（《告示牌》Adult Pop Airplay）     | 10       |
| 美國（《告示牌》成人當代單曲榜）        | 14       |

 
|

## 外部連結
- YouTube上的烈火女孩（Inferno版）音樂影片
- YouTube上的烈火女孩（Inferno版）
- YouTube上的烈火女孩（Bluelight版）
- 烈火女孩在Allmusic上的頁面